# Reportaža
Reportaža (engl. reportage) znači skupljanje novinskih vesti, obaveštavanje javnosti, ali i novinski izveštaj, reportaža¨. Radnja kojom se to ostvaruje označava se glagolom "reporter" (reporte) što znači izviestiti, obavestiti. Preneseno u novinski jezik, ta reč označava izveštača, reportera. Svakim se izveštajem obavještava javnost, ali i svakom reportažom. Izveštaj i reportaža su informativni po svojoj funkciji, ali nisu jednaki. Reportaža je najzahtjevnija i najsloženija novinarska vrsta. Ona događaj ili pojavu donosi kroz priču. Zahteva vrlo temeljne pripreme, budno učestvovanje u događaju i zapažanje svih detalja. Pravog reportera odlikuje izuzetna spretnost u umeću prenošenja događaja ili pojave u obliku dinamične priče. Reportažu najčešće čujemo ili vidimo na radiju ili televiziji bilo kao  prenos događanja ili kao pripremeljnu koja se postupno stvara u studiju. Kompoziciju reportaže čine uvod (najavljujemo i određujemo temu o kojoj pišemo), zaplet (ulazimo u sam problem), kulminacija (stvaramo napetost u iščekivanju najvažnijeg u događaju), rasplet (razrešavamo zaplet), poruka (završavamo priču).

## Vrste reportaže
Reportažu možemo podijeliti na tri vrste, to su dokumentarna, autentična i dramska reportaža. Reportaže mogu biti aktualno-informativne, političke, privredne, kulturne, sportske, istorijske, putopisne, obrazovne i portreti ljudi.

## Dokumentarne reportaže
U dokumentarnim reportažama reč je o prikazivanju prošlih događaja u kontekstu sadašnjice ili nekih drugih događaja koji aktualiziraju obradu prošlih događaja. Novinar je pri tome dužan da dobro poznavaje temu i da pronalazi najvrednije dokumente. Kad je reč o autentičnoj reportaži treba naglasiti da je njena tehnologija gotovo ista s tim da je ovde u pitanju živa osoba koja priča o sebi, svetu i o drugima.

## Dramatizovane reportaže
Dramatizovana reportaža se temelji na uporabi režijskih zahvata u većoj meri nego ostale dve vrste. U radijskom i televizijskom novinarstvu još se koristi i izraz „prenos uživo“ kao poseban oblik reportaže. Ta reportaža je neplaniranaZato je to najteži oblik novinareva stvaralaštva jer zahtjeva trenutačno i spontano ostvarenje.